# Marc Bola
Marc Joel Bola (Londra, 9 dicembre 1997) è un calciatore inglese, difensore del Watford.

## Caratteristiche tecniche
È un terzino sinistro.

## Carriera
Cresciuto nel settore giovanile dell'Arsenal, inizia la propria carriera nel 2017 al Notts County, dove debutta il 4 febbraio in occasione dell'incontro di Football League Two perso 2-0 contro l'Accrington Stanley.

## Statistiche
Statistiche aggiornate al 7 agosto 2021.

### Presenze e reti nei club
| Stagione        | Squadra         | Campionato      | Campionato | Campionato | Coppe nazionali | Coppe nazionali | Coppe nazionali | Coppe continentali | Coppe continentali | Coppe continentali | Altre coppe | Altre coppe | Altre coppe | Totale | Totale | Totale |
| Stagione        | Squadra         | Comp            | Pres       | Reti       | Comp            | Pres            | Reti            | Comp               | Pres               | Reti               | Comp        | Pres        | Reti        | Pres   | Reti   |        |
| --------------- | --------------- | --------------- | ---------- | ---------- | --------------- | --------------- | --------------- | ------------------ | ------------------ | ------------------ | ----------- | ----------- | ----------- | ------ | ------ | ------ |
| gen.-giu. 2017  | Notts County    | FL2             | 13         | 0          | FACup+CdL       | 0               | 0               |                    | -                  | -                  | EFL Trophy  | 0           | 0           | 13     | 0      |        |
| 2017-2018       | Bristol Rovers  | FL1             | 18         | 0          | FACup+CdL       | 0+2             | 0               |                    | -                  | -                  | EFL Trophy  | 3           | 0           | 23     | 0      |        |
| 2018-2019       | Blackpool       | FL1             | 35         | 2          | FACup+CdL       | 3+4             | 0               |                    | -                  | -                  | EFL Trophy  | 1           | 0           | 43     | 2      |        |
| 2019-gen. 2020  | Middlesbrough   | FLC             | 7          | 0          | FACup+CdL       | 0+1             | 1               |                    | -                  | -                  |             | -           | -           | 8      | 1      |        |
| gen.-giu. 2020  | Blackpool       | FL1             | 5          | 0          | FACup+CdL       | 0               | 0               |                    | -                  | -                  | EFL Trophy  | 0           | 0           | 5      | 0      |        |
| 2020-2021       | Middlesbrough   | FLC             | 41         | 1          | FACup+CdL       | 1+1             | 0               |                    | -                  | -                  |             | -           | -           | 43     | 1      |        |
| 2021-2022       | Middlesbrough   | FLC             | 2          | 1          | FACup+CdL       | 0               | 0               |                    | -                  | -                  |             | -           | -           | 2      | 1      |        |
| Totale carriera | Totale carriera | Totale carriera | 121        | 4          |                 | 12              | 1               |                    | -                  | -                  |             | 4           | 0           | 137    | 5      |        |